# Calciumvisualisering
Calciumvisualisering eller Calcium imaging er en mikroskopiteknik til optisk måling af hvor og hvor meget calcium (Ca2+) der er i en celle, et væv eller et medium. Calciumvisualisering udnytter såkaldte calciumindikatorer, der er fluorescerende molekyler, der reagerer på bindingen af Ca2+-ioner ved at ændre deres fluorescensegenskaber. Der findes to hovedklasser af calciumindikatorer: kemiske indikatorer og genetisk kodede calciumindikatorer. Calciumvisualisering har muliggjort undersøgelser af calciumsignalering i en lang række celletyper. I neuroner er elektrisk aktivitet altid ledsaget af en strøm af Ca2+ ioner ind i cellen. Calciumvisualisering kan således bruges til at overvåge den elektriske aktivitet i hundredvis af neuroner i cellekultur eller i levende dyr, hvilket har gjort det muligt at dissekere funktionen af neurale netværk. Calciumvisualisering anvendes også til at måle planters sansning af omverdenen og den interne kommunikation mellem plantedele.

## Kemiske indikatorer
Kemiske indikatorer er små fluorescerende molekyler, der kan binde (kelatere) calciumioner og som følge heraf ændrer deres fluorescens. Alle disse molekyler er baseret på molekylet BAPTA, der er en variant af EGTA, og som EGTA er udstyret med fire carboxylgrupper, der gør det muligt for molekylet at binde to Ca2+ ioner med høj affinitet.
Kemiske indikatorer omfatter fura-2, indo-1, fluo-3, fluo-4 og Calcium Green-1.
Disse farvestoffer tilsættes ofte i en form, hvor carboxylgrupperne er maskeret som acetoxymetylestere. Dette gør molekylet lipofilt og tillader, at det let kan passere cellemembranen og dermed få adgang til cellen. Når først molekylet er inde i cellen, vil cellulære esteraser frigøre carboxylgrupperne, og molekylet vil være i stand til at binde calcium. Alternativt kan det umaskerede molekyle med frie carboxylsyrer sprøjtes direkte ind i celler ved hjælp af en mikroelektrode eller mikropipette, som fjerner usikkerheder med hensyn til det cellulære rum, der indeholder farvestoffet (acetoxymethylesteren).
Binding af en Ca2+-ion til et fluorescerende kemisk indikatormolekyle fører til enten en stigning i kvanteudbyttet af fluorescensen eller en forskydning af bølgelængerne af lys i den indgående eller udgående stråling. Individuelle kemiske Ca2+ fluorescerende indikatorer anvendes til målinger af calcium i en lang række cellulære præparater. Den første Ca2+-visualisering i form af en videooptagelse i normal tid blev udført i 1986 i hjerteceller ved hjælp af sensitive videokameraer. En senere udvikling af teknikken muliggjorde meget detaljeret visualisering af calcium i en celle ved hjælp af konfokal laserscanningmikroskopi.

## Genetisk kodede calciumindikatorer
Genetisk kodede calciumindikatorer er proteiner, der kan anvendes til in vivo visualisering af calcium cellulære, udviklingsmæssige og fysiologiske processer. Genetisk kodede calciumindikatorer behøver ikke at blive tilsat til eller blive injiceret i enkelte celler hver for sig; i stedet kan generne, der koder for disse proteiner, indføres i individuelle celler, cellelinjer eller hele organismer ved forskellige transfektions og eller transgene metoder. Det er således muligt at skabe transgene dyr og planter, der udtrykker indikatoren i alle celler eller selektivt i visse cellulære undertyper. I medicinsk forskning kan genetisk kodede calciumindikatorer fx bruges til at studere calciumbevægelser i neuroner, T-celler, hjertets muskelceller og andre celletyper. Nogle genetisk kodede calciumindikatorer rapporterer forekomsten af calcium ved direkte emission af fotoner (luminescens), men de fleste er afhængige af fluorescerende proteiner som reportere, herunder grønt fluorescerende protein (GFP) og dets varianter: forbedret GFP (eGFP), gult fluorescerende protein (YFP), rødt fluorescerende protein (RFP) og cyanfarvet fluorescerende protein (CFP).
En gruppe af genetisk kodede calciumindikatorer baserer sig på et enkelt fluorescerende protein. I denne gruppe befinder sig såkaldte ratiometriske systemer, der kendetegnes ved at der sker en ændring i absorbans/emissionsspektrene som følge af Ca2+-binding.  Et senere udviklet enkelt-fluorescerende protein-system, kaldet GCaMP, baserer sig på et cirkulært permuteret GFP. En af proteinet terminale ender er fusioneret med calmodulin, og den anden terminale ende er fusioneret med M13 (et peptid fra det calmodulin-bindende domæne i proteinet myosin letkæde kinase). Proteinet er designet således, at de terminale ender befinder sig tæt på hinanden. Når Ca2+ binder til calmodulin, øges calmodulins affinitet for M13 peptidet, og når det binder sig til det forårsager det en konformationel ændring i det permuterede GFPs struktur, der påvirker den indbyggede kromofor, således at fluorescensen forstærkes. GCaMP og dets raffinerede varianter kan binde Ca2+ med meget høj affinitet (i det nanomolære koncentrationsområde).  Et andet enkelt-fluorescerende protein er CatchER, som har en noget lavere affinitet for Ca2+.
En anden gruppe af genetisk kodede calciumindikatorer baserer sig på to fluorescerende proteiner, der er koblet sammen. Parrede fluorescerende proteinsystemer omfatter de såkaldte cameleoner ("cam" er en forkortelse af calmodulin). Cameleoner består typisk af en række fusionerede proteiner, der udover to forskellige fluorescerende proteiner, kan være calmodulin, det calmodulinbindende peptid M13 fra myosin letkæde kinase og en glycylglycin-linker. I fravær af Ca2+ vil kun et af de to fluorescerende proteiner være fluorescerende. En ændring af proteinets form (konformation) forårsaget af calciumbinding får det andet fluorescerende protein til at rykke nærmere, hvilket tillader Förster resonansenergioverførsel (FRET) at finde sted fra det ene protein til det andet, således at det andet protein nu bliver fluorescerende men med en fluorescens, der har en anden farve end det første proteins. Cameleonindikatorer producerer et ratiometrisk signal (dvs. den målte FRET-effektivitet afhænger af calciumkoncentrationen). Originale varianter af kameleoner var oprindeligt meget følsomme over for ændringer af cellens surhedsgrad, men ved at introducere to mutationer i det modtagende protein, blev der opnået en større pH resistens.
| Genetisk kodet Ca2+ indikator | År   | Sensor                                      | Rapportør                                 | Baseret på |
| ----------------------------- | ---- | ------------------------------------------- | ----------------------------------------- | ---------- |
| Cameleoner                    | 1997 | Calmodulin                                  | FRET par: BFP eller CFP, og GFP eller YFP | -          |
| FIP-CBSM                      | 1997 | Calmodulin                                  | FRET par: BFP og RFP                      | -          |
| Pericams                      | 2000 | Calmodulin                                  | cpGFP                                     | -          |
| GCaMP                         | 2000 | Calmodulin                                  | Permuteret eGFP                           | -          |
| TN-L15                        | 2004 | Modificeret kylling skeletmuskel troponin C | FRET par: YFP og CFP                      | -          |
| TN-humTnC                     | 2004 | Humant hjertetroponin C                     | FRET par: YFP og CFP                      | -          |
| TN-XL                         | 2006 | Modificeret kylling skeletmuskel troponin C | FRET par: permuteret YFP og CFP           | TN-L15     |
| TN-XXL                        | 2008 | Modificeret csTnC i TN-XL                   | FRET par: permuteret YFP og CFP           | TN-XL      |
| Twitch's                      | 2014 | Troponin C                                  | FRET par (varianter af to FPer)           | -          |
| RCaMP1                        | 2013 | Calmodulin                                  | mRuby (et rødt FP)                        | -          |
| jRGECO1a                      | 2016 | Calmodulin                                  | mMaple (et rødt FP)                       | R-GECO     |

En særlig klasse af genetisk kodede calciumindikatorer er designet til at danne et permanent fluorescerende mærke i aktive neuroner. De er baseret på proteinet Eos,, som skifter fra grønt til rødt, når det belyses med violet lys. mEos (monomeric Eos) er en hyppigt anvendt variant af Eos. Kombineret med calciumsensoren calmodulin vil neuroner, der har forhøjede calciumniveauer, udsende rødt lys, når de belyses med violet lys. SynTagMA er en version af CaMPARI2, der er målrettet mod synapser.
| Genetisk kodet Ca2+ indikator | År   | Sensor                  | Rapportør                       | Baseret på |
| ----------------------------- | ---- | ----------------------- | ------------------------------- | ---------- |
| CaMPARI                       | 2015 | Calmodulin + violet lys | mEos: grøn til rød farveændring | -          |
| CaMPARI2                      | 2018 | Calmodulin + violet lys | mEos: grøn til rød farveændring | CaMPARI    |
| SynTagMA                      | 2020 | Calmodulin + violet lys | mEos: grøn til rød farveændring | CaMPARI2   |
| TubuTag                       | 2021 | Calmodulin + violet lys | mEos: grøn til rød farveændring | CaMPARI2   |

## Brug
Uanset hvilken type indikator der anvendes, er billedbehandlingsproceduren generelt meget ens. Signalet i celler, der har optaget en indikator, eller udtrykker den som et protein i tilfældet med genetisk kodede calciumindikatorer, kan visualiseres ved hjælp af et fluorescensmikroskop og detekteres ved hjælp af en sCMOS billedsensor (s'et står for scientific) eller et CCD-kamera. Konfokal- og to-foton mikroskoper giver optisk sektionsevne, så calciumsignaler kan i tynde optiske snit, endda i tykke prøver såsom pattedyrshjerner. Billeder analyseres ved at måle ændringer i fluorescensintensitet for en enkelt bølgelængde eller to bølgelængder udtrykt som et forhold mellem de to intensiteter (ratiometriske indikatorer).